# 毒芹属
毒芹属（学名：Cicuta）是伞形科下的一个属，为直立草本植物。该属共有约20种，分布于北温带。

## 物种
本属包括以下物种：
- Cicuta bulbifera L.
- Cicuta douglasii (DC.) J. M. Coult. & Rose
- Cicuta maculata L.
- 毒芹 Cicuta virosa L.